# Lkheng
Lkheng  (in arabo الخنك‎?) è un centro abitato e comune rurale del Marocco situato nella provincia di Errachidia, regione di Drâa-Tafilalet. Conta una popolazione di 14 177 abitanti (censimento 2014).